# 潘進源
潘進源，MH，香港親中派民建聯政治人物，自2000年起為香港觀塘區議會麗晶選區議員歷時15年，擔任麗晶花園業委會主席長達33年，至2015年香港區議會選舉被公民黨畢東尼取代。

## 事件及爭議

### 霸官地泊車
2011年11月，潘進源被指非法霸佔官地，將其私家七人車停泊在圍封麗晶花園旁觀塘繞道高架道路下近宏照道路段的官地，事後查證，該地曾租予一建築外判公司擺放雜物，可能承判商事後將鎖匙交予他人使用空地。

### 2015年香港區議會選舉
於2015年香港區議會選舉，潘迎戰公民黨畢東尼，最終潘取得2,682票不敵有3,060票的公民黨畢東尼，連任失敗。

### 辦事處僭建
2015年潘進源位於麗晶花園的辦事處被揭僭建，須支付57萬元款項予地政總署。潘进源回應事件時，指責管业处瑞安物业，表示不知单位是僭建，自言是受害者。至2018年，有關費用由屋苑管理費撥款負責。

### 2019年區選疑冒稱議員助選
自2015年區選落敗後，親中派一直希望重奪該區議席，多年來以麗晶動力名義在該區進行服務。至2019年香港區議會選舉，麗晶動力總幹事，報稱無黨籍的陳蒨葶參選，正是由潘進源擔任選舉代理人。於落選後潘進源的網站都沒有更新，上載了一張潘進源與中聯辦王志民出席主禮活動的合照，而該網站依舊寫有「潘進源議員辦事處」及「觀塘區議會」字眼，被質疑濫用公職人員身份。另外，潘進源不時有到街站為陳蒨葶拉票，部分街坊指控潘有冒認議員為候選人拉票之嫌。記者其後向潘進源致電查詢，但潘未有回應隨即掛線。南區區議員區諾軒回應事件亦指情況確有嫌疑，潘已經不是議員4年，如4年間仍沒有除掉「區議員」的牌頭，難以說得過去。
最終畢東尼取得5364票，擊敗親中派取得2494票的陳蒨葶。

### 2019年8月觀塘區遊行後被指禁止參與遊行居民回家
於2019年，香港陷入逃犯條例爭議，各區均有不同遊行和抗議活動。其中於觀塘區8月24日一場遊行後，麗晶花園下午未有事前通知的情況下，突然變更密碼，拒絕身穿黑衣的居民回家，引起居民不滿，雨中圍堵管業處。經歷逾10小時爭論，警方介入下，使用胡椒噴霧並拘捕兩人。有居民第二日8時許再到管業處問責，矛頭直指時任屋苑業委會主席潘進源，部分居民亦要求潘進源就事件下台。

### 麗晶花園座代表選舉
於2020年8月，九龍灣麗晶花園舉行座代表選舉，潘進源與江林珊競逐，結果江林珊當選。

## 資料來源
1. 1 2  .   [2020-08-16].[]
2. ↑  .   [2020-08-16]. （原始内容存档于2021-06-21）.
3. 1 2  .   [2020-08-16]. （原始内容存档于2021-06-21）.
4. ↑  .   [2020-08-16].[]
5. ↑  .   [2020-08-16].
6. ↑  .   [2020-08-16].
7. ↑  黎靜珊; 賴雯心; 鄧詠中; 陳康智. .   [2020-08-16]. （原始内容存档于2019-08-25）.
8. ↑  .   [2020-08-16].